# Ida Maclean

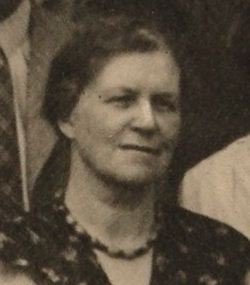
Ida Maclean - Smedley 1933

Ida Smedley Maclean (* 14. Juni 1877 in Birmingham, Vereinigtes Königreich Großbritannien und Irland; † 2. März 1944 in London, Vereinigtes Königreich) war eine englische Biochemikerin. Sie war die erste Frau, die in die Chemical Society aufgenommen wurde.

## Leben und Werk
Maclean war die zweite Tochter von William T. Smedley und Annie Elizabeth Duckworth. Sie erhielt Privatunterricht und besuchte die King Edward VI High School for Girls in Birmingham. Von 1896 bis 1899 studierte sie Naturwissenschaften am Newham College in Cambridge. Nach ihrem Abschluss wurde sie Forschungsstudentin am Central Technical College in London (später Teil des Imperial College London).
Sie promovierte 1905 an der Universität London und forschte von 1906 bis 1910 als Hochschulassistentin im Fachbereich Chemie als erste Frau an der Universität Manchester. Nach ihrem Abschluss an der Universität Manchester forschte MacLean im Bereich der organischen Chemie bei Henry Eduard Armstrong und untersuchte unter anderem die Ursache der Farbe in den Dinitrobenzolen. Danach arbeitete sie am Lister Institute of Preventive Medicine bei dem Nobelpreisträger Arthur Harden bis 1914 mit einem Beit Memorial Fellowship und von 1932 bis 1942 als Mitarbeiterin.

## Forschung auf dem Gebiet des Fettstoffwechsels und der Fettsynthese
In ihren ersten Forschungen analysierte sie die chemische Struktur von Fettsäuren in Butter und anderen Quellen und zeigte, dass es sich ausschließlich um gerade Ketten mit einer geraden Anzahl von Kohlenstoffatomen handelte. Sie veröffentlichte auch eine Abhandlung, in der sie einen Mechanismus vorschlug, durch den Fettsäuren aus kleineren, von Kohlenhydraten abgeleiteten Komponenten aufgebaut werden könnten. Sie schlug einen Mechanismus vor, bei dem Fettsäureketten aufgebaut und jeweils zwei Kohlenstoffatome verlängert werden. Diese Arbeiten brachten ihr internationales Ansehen ein und sie wurde mit Preisen ausgezeichnet. Nach ihrem Tod wurde dieser Mechanismus endgültig bestätigt und Coenzym A als Träger des aktiven 2-Kohlenstoff-Zwischenprodukts identifiziert.
Ihre Isolierung und der Nachweis der Omega-Fettsäuren entstand aus der Fortsetzung der klassischen Arbeit von G. O. Burr und M. M. Burr an der University of California, Berkeley, die verkümmertes Wachstum und trockene, schuppige Haut bei jungen Ratten ohne Fettmangel beschrieben hatten. Maclean untersuchte dies in den 1930er Jahren in komplexen Fütterungsexperimenten, verfeinerte die wesentlichen Komponenten, die in der fettfreien Ernährung fehlen, und analysierte auch die geringen Mengen an Fett, die in diesen fettarmen Tieren gespeichert sind. Sie identifizierte Linolsäure und α-Linolensäure als essentielle Nahrungsfettsäuren und zeigte, dass diese in vivo in die komplexere mehrfach ungesättigte 20 C-Fettsäure, Arachidonsäure, die Vorstufe der Prostaglandine, umgewandelt werden können. Sie veröffentlichte 1940 die korrekte vollständige Struktur für Arachidonsäure, einschließlich der Positionen der Doppelbindungen.
Maclean setzte sich für die Aufnahme von Frauen in die Chemical Society und die Biochemical Society ein, beantragte bei der britischen Regierung die Gleichstellung von Sozialleistungen für Frauen und Männer und spielte eine führende Rolle bei der Gründung der British Federation of University Women, deren Präsidentin sie von 1929 bis 1935 war. Ab 1920 war sie Fellow und von 1931 bis 1934 Ratsmitglied der Chemical Society of London. Sie war die erste Frau, die in die Chemische Gesellschaft aufgenommen wurde, und gehörte zu den ersten drei Frauen, die in die Biochemische Gesellschaft eintraten.
Sie heiratete 1913 den Mediziner Hugh Maclean, mit dem sie 1914 einen Sohn und 1917 eine Tochter bekam. Maclean starb im Alter von 67 Jahren.

## Ehrungen
- 1913: Ellen-Richards-Preis der American Association of University Women[3]
- Graduate Women International vergibt das Ida Smedley MacLean Fellowship[4]

## Veröffentlichungen (Auswahl)
- mit E. M.  Hume, L. C. A. Nunn, H. H. Smith: Studies of the essential unsaturated fatty acids in their relation to the fat-deficiency disease of rats. Biochem. J. 32, S.  2162–2177, 1938.
- mit L. C. A.  Nunn: The nature of the fatty acids stored by the liver in the fat-deficiency disease of rats. Biochem. J. 32, S. 2178–2184, 1938.
- mit L. C. A.  Nunn:  Fat-deficiency diseases of rats: the effect of doses of methyl arachidonate and linoleate on fat metabolism, with a note on the estimation of arachidonic acid. Biochem. J. 34, S. 884–902, 1938.
- mit D. E. Dolby, L. C. A. Nunn: The constitution of arachidonic acid (preliminary communication). Biochem. J. 34, S. 1422–1426, 1940.